# Asam-Schlössl

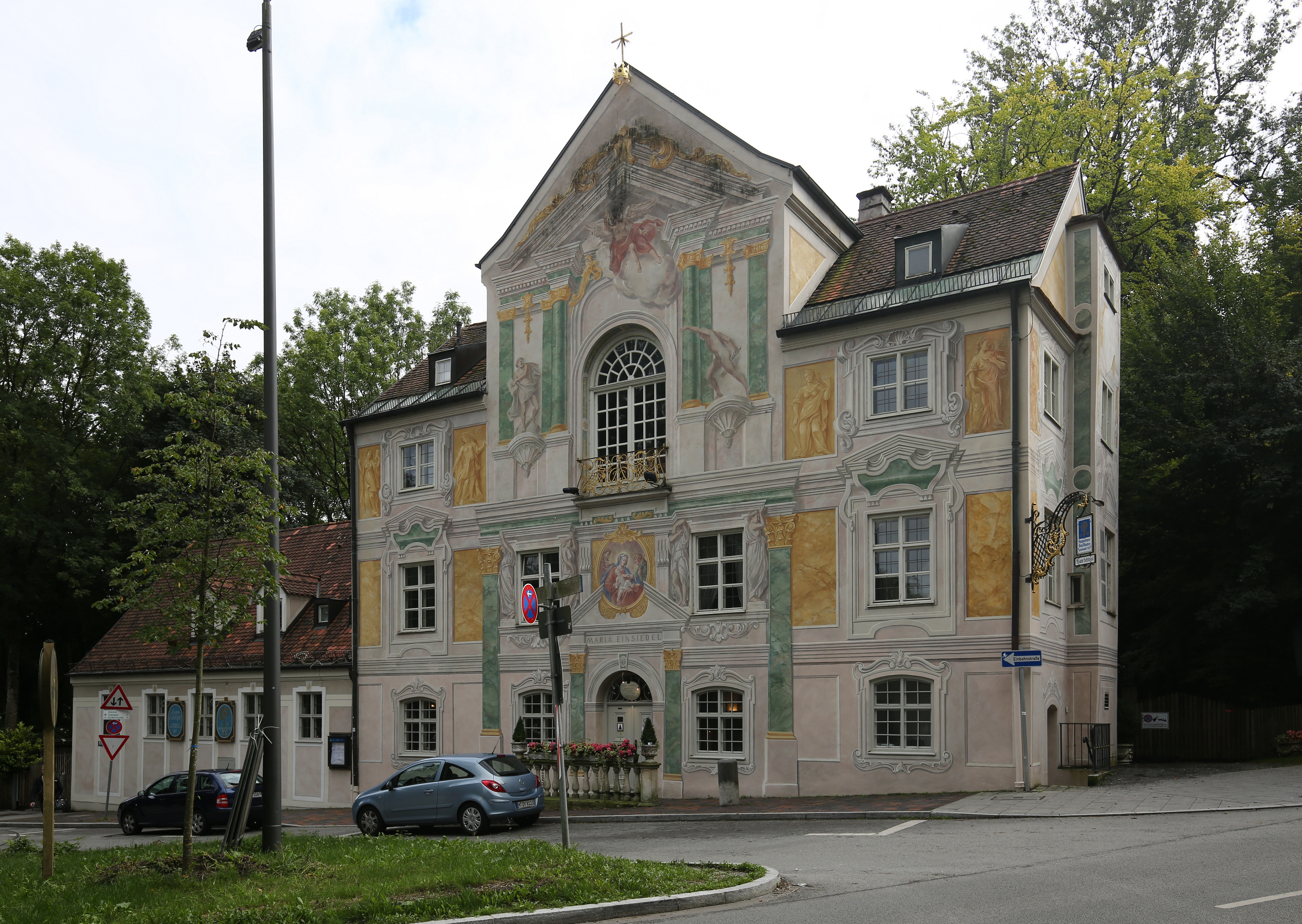
Asam-Schlössl in München-Thalkirchen

Das Asam-Schlössl ist ein Gebäude im Münchner Stadtteil Thalkirchen mit der Anschrift Maria-Einsiedel-Straße 45. Es war das Wohnhaus des Barockkünstlers Cosmas Damian Asam. Heute wird das Gebäude als historische Gaststätte genutzt. Es ist als Baudenkmal in die Bayerische Denkmalliste eingetragen.

## Lage
Das Haus liegt im zu Thalkirchen gehörenden Ortsteil Maria Einsiedel am Fuß des Isarhangs an dem Straßendreieck der von der Wolfratshauser Straße (B 11) herabführenden Straße Kreppeberg, der vom Ortskern Thalkirchens herkommenden Maria-Einsiedel-Straße und der von der Zentrallände herkommenden Benediktbeuerer Straße.

## Geschichte
Der kurfürstliche Hofrat Adrian von Kray erbaute 1687 neben der seit dem 14. Jahrhundert bestehenden Schadeneckmühle einen Landsitz in Thalkirchen, das damals deutlich vor München lag.
1724 erwarb Cosmas Damian Asam den Landsitz und baute ihn in der jetzigen Form als großzügigen Künstlersitz um. Er stockte das Gebäude auf und versah die neue Fassade 1729/30 mit Fresken, wie sie früher für München typisch waren. Gleichzeitig ließ er auf der Südseite einen geometrischen barocken Schlossgarten anlegen. Die Kosten beglich er mit dem Honorar, das er für seine Freskoarbeiten im Schweizer Kloster Einsiedel erhalten hatte. Daher benannte Cosmas Damian Asam sein Anwesen nach dem Schweizer Wallfahrtsort Asamisch Maria Einsiedel Dall (Asamsches Maria-Einsiedel-Tal). Gegenüber dem Schlössl erbaute er eine Kapelle, die 1730 fertiggestellt wurde. Sie wurde nach der Säkularisation 1804 abgerissen.
Asams Tod im Jahre 1739 beendete die Bautätigkeit. In der Folgezeit wechselte das Anwesen mehrfach den Besitzer. 1797 war Bischof Johann Casimir Häffelin Eigentümer sowohl von Maria Einsiedel, wie des Bauers am Berg oberhalb der Hangkante. 1838 entstand auf der Ostseite ein Anbau mit einer Ausflugsgaststätte. In den 1840er Jahren wurde die Ludwig-Maximilians-Universität Eigentümer. 1923–1927 wurden die Fassaden erneut mit Fresken versehen. Im Zweiten Weltkrieg brannte das Asam-Schlössl aus. 1947 wurde das Haus durch ein Notdach gesichert. 1957 erwarb der Architekt und Denkmalschützer Erwin Schleich (1925–1992) das Anwesen von der Landeshauptstadt München und bewohnte es. 1981/82 wurden die Fresken nach Veduten in der Asamschen Fassung durch Karl Manninger rekonstruiert.
1992 erwarb die Augustiner Bräu das Asam-Schlössl. Sowohl die Fresken an den Fassaden wie auch im Festsaal, der sich im zweiten Stock des Schlosses befindet, wurden durch den Augsburger Kunstmaler Hermenegild Peiker restauriert. Seit Sommer 1993 ist im Asam-Schlössl wieder eine Gastwirtschaft untergebracht, die bis Ende 2019 von der Münchner Wirtin Birgit Netzle geführt wurde. Nach einer umfangreichen Sanierung des Gebäudes übernahm das Münchner Gastro-Paar Barbara und Shane McMahon ab September 2020 das Asam-Schlössl als neue Wirte.
Von den ehemaligen Nebengebäuden des Landsitzes ist nur noch das ebenfalls denkmalgeschützte Haus Kreppeberg 2 erhalten.